# Bachelor of Arts
Pour les articles homonymes, voir Bachelor.
Le Bachelor of Arts (BA), appelé baccalauréat ès arts au Québec (Canada), est un diplôme universitaire de premier cycle, délivré par les universités de culture anglo-saxonne.
Il dure en général trois ans au Royaume-Uni (sauf en Écosse), en Nouvelle-Zélande, en Australie et au Québec et quatre ans aux États-Unis, en Irlande, en Écosse et dans le reste du Canada.
Ce Bachelor concerne plusieurs matières tels que les domaines relevant des humanités, des sciences sociales, l'histoire, la littérature, les langues, la linguistique, l'administration publique, la science politique, la communication, le droit ou encore la diplomatie. Cependant, différentes universités ont des conventions avec d'autres établissements et peuvent dispenser le diplôme pour des domaines généralement considérés dans les sciences naturelles et les mathématiques.

## Canada
Le Bachelor of Arts et le Bachelor of Sciences se ressemblent beaucoup dans de nombreux pays, en particulier car ce sont les principaux diplômes de premier cycle. Aux États-Unis et au Canada anglais, les deux diplômes incluent une formation de base (sciences humaines, sciences sociales, sciences naturelles et mathématiques). Les étudiants doivent choisir une matière principale (major) et peuvent également suivre certains cours facultatifs. Le cursus du Bachelor of Sciences  compte plus de cours dans la matière principale que le cursus de Bachelor of Arts. En outre, on réserve de plus en plus le Bachelor of Sciences aux sciences naturelles plutôt qu'aux sciences humaines.

## États-Unis
Aux États-Unis, un Bachelor of Arts exige que l'étudiant ait suivi une majorité de ses cours (de 50 à 75 %) dans les arts, terme qui regroupe les sciences sociales, les lettres, la musique ou les arts plastiques. On donne ce titre même aux étudiants ayant principalement suivi des cours dans des domaines de la science dure comme la biologie et la chimie. Ceci est fréquent dans certaines des prestigieuses universités américaines de l'Ivy League, comme l'université de Princeton, et dans certaines écoles supérieures.
Aux États-Unis, le B.A. est également décerné dans les domaines à vocation professionnelle plutôt que purement académiques. On trouve ainsi plus facilement des B.Sc. proposés en finance, comptabilité, justice pénale, etc. Au-delà de ces principales différences, les B.A. et B.Sc. diffèrent le plus souvent suivant les facultés ou les universités.

## Royaume-Uni
Au Royaume-Uni, la plupart des universités maintiennent la distinction entre les arts et les sciences, mais certaines, comme l'université d'Oxford et celle de Cambridge, décernent des B.A. à tout étudiant quelle que soit sa spécialisation.